# George W. Bush
George Walker Bush (* 6. července 1946 New Haven, Connecticut, USA) je bývalý 43. prezident Spojených států amerických, člen Republikánské strany, pocházející z prominentní rodiny Bushů. Mezi dalšími vlivnými členy této rodiny jsou jeho děd, senátor Prescott Bush, jeho otec George H. W. Bush, 41. prezident USA, a jeho bratr Jeb Bush, ex-guvernér státu Florida.
Před prezidentskou kandidaturou podnikal George W. Bush v ropném průmyslu a vlastnil profesionální baseballové mužstvo. Byl 46. guvernérem státu Texas a vyhrál nominaci Republikánské strany na prezidenta. Prezidentem se stal ve velmi těsných volbách z roku 2000, kdy jeho hlavním soupeřem byl bývalý viceprezident Al Gore z Demokratické strany. Uspěl i při kandidatuře na druhé funkční období, když v roce 2004 porazil Massachusettského senátora Johna Kerryho.
V letech 2000 a 2004 jej časopis Time vyhlásil Osobností roku.

## Osobní život, vojenská služba a vzdělání

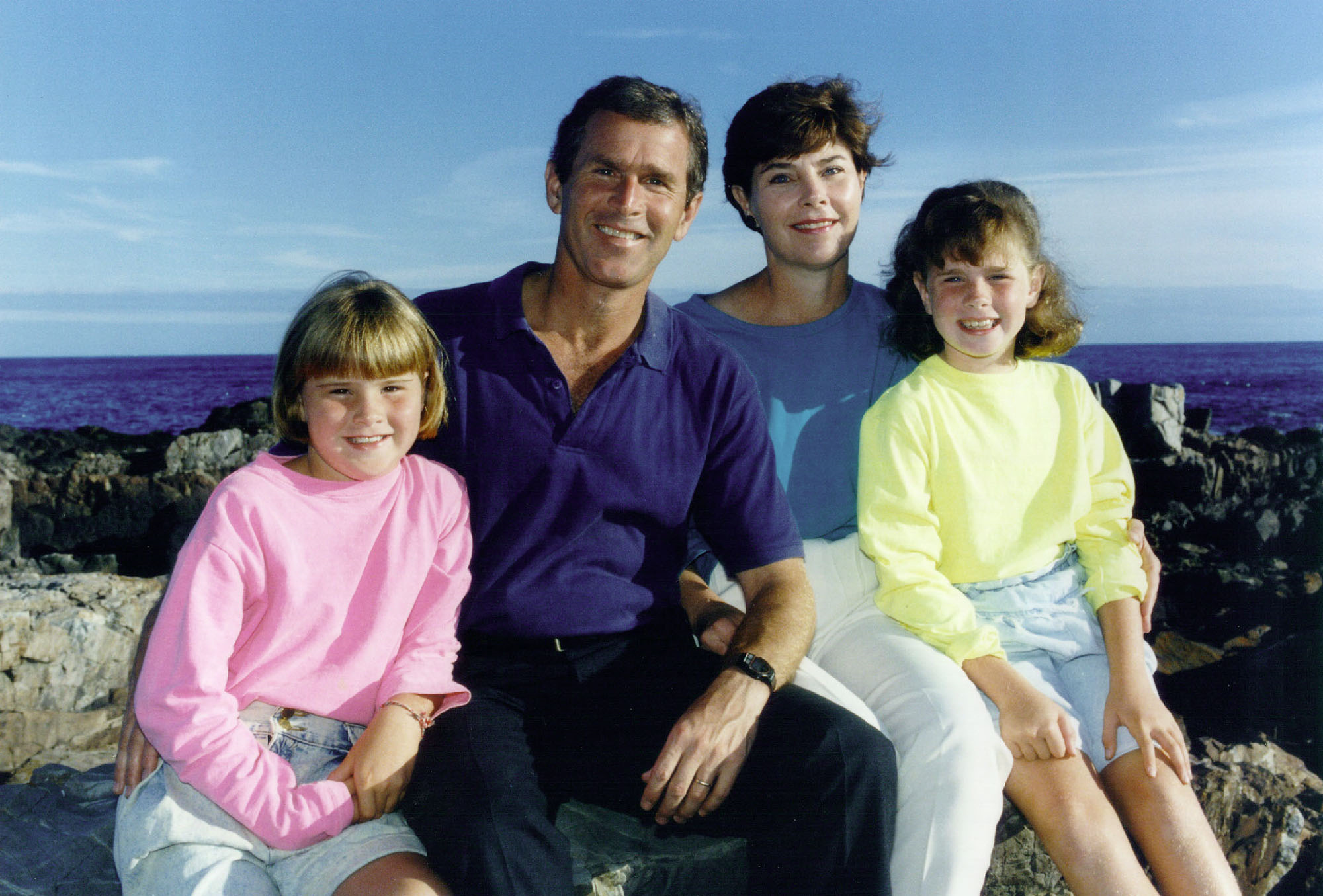
George a Laura Bushovi s dcerami Barbarou a Jennou v roce 1990

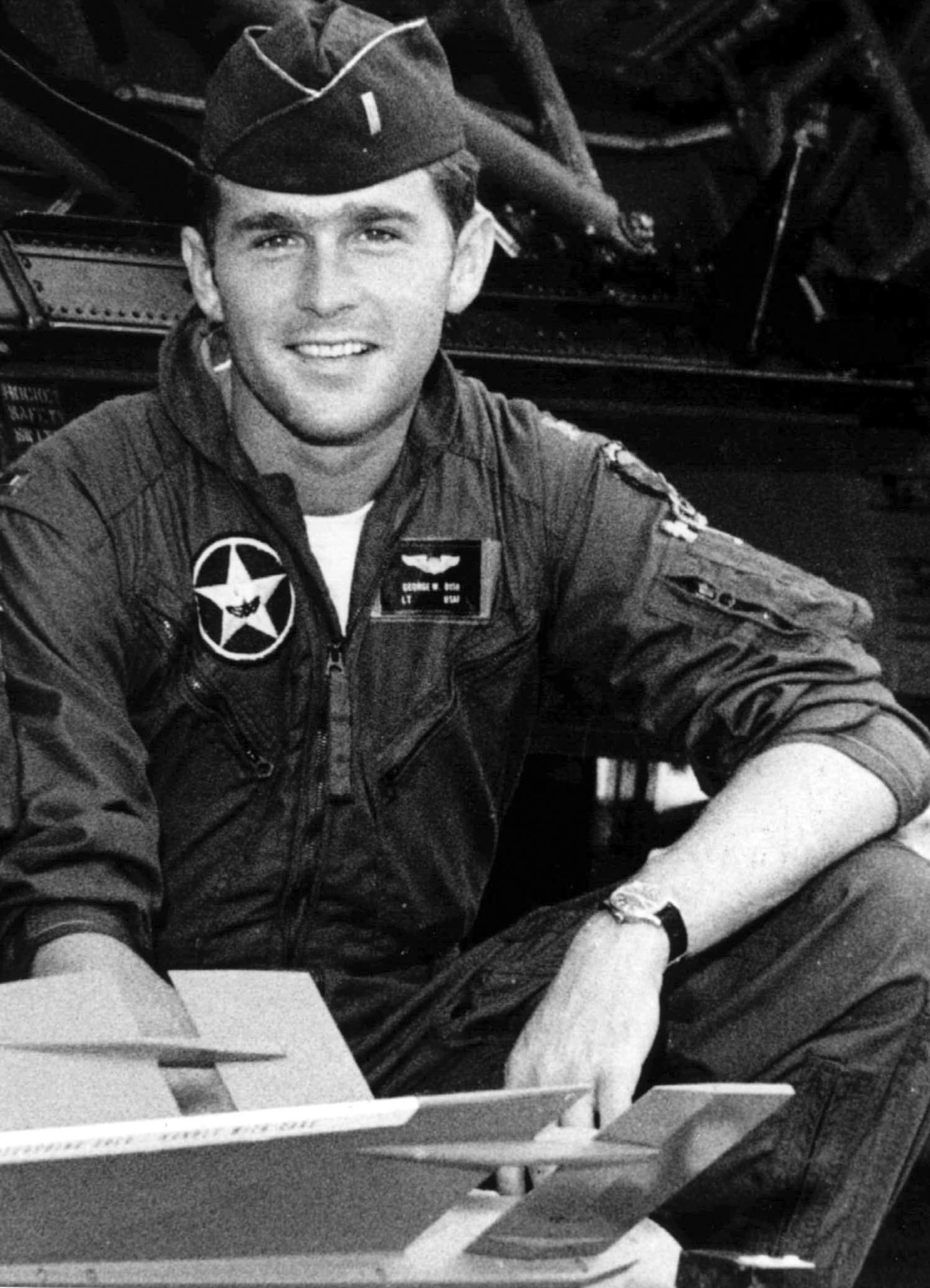
George W. Bush v uniformě Národní Gardy

George W. Bush se narodil ve městě New Haven ve státě Connecticut, avšak vyrůstal v Midlandu a Houstonu v Texasu. Přes léta a většinu prázdnin trávila rodina v Bush Compound v Maine.
Stejně jako otec vystudoval Phillips Academy (září 1961 – červen 1964) a posléze Yaleovu univerzitu (září 1964 – květen 1968). Na Yale se přidal k studentské skupině Delta Kappa Epsilon (jejímž prezidentem byl od října 1965 do svojí promoce) a tajné společnosti Skull and Bones. Byl studentem kategorie „C“, dosáhl skóre 77 procent (bez „A“ hodnocení a s jedním hodnocením „D“ z astronomie), s průměrným ročním hodnocením 2,35 ze 4,00. Působil jako roztleskávač (cheerleader) u univerzitního týmu. Získal titul „Bakalář filosofických věd“ z historie v roce 1968.
Po promoci z Yale nastoupil v roce 1968 vojenskou službu u texaské Národní letecké gardy jako pilot vojenských letadel F-102. Z tohoto důvodu se nezúčastnil války ve Vietnamu. Byl jednou povýšen na prvního důstojníka. Podle deníku Boston Globe v záznamech Národní letecké gardy je rok a půl dlouhé „bílé místo“ (mezi lety 1972 a 1973), ve kterém není o Georgi W. Bushovi žádná zmínka.
V září 1973 dostal povolení ukončit svoji šestiletou vojenskou službu 6 měsíců před termínem, aby mohl začít navštěvovat Harvardskou obchodní školu.
Dvouleté studium na Harvardské obchodní škole zakončil v roce 1975 diplomem MBA (Masters of Business Administration), a tím je prvním prezidentem USA, který získal tento diplom.
Dne 4. září 1976 zastavila Bushe policie blízko letoviska jeho rodiny v Maine a zatkla jej za řízení auta pod vlivem alkoholu. Bush přiznal svoji vinu, zaplatil pokutu 150 dolarů a po 30 dnů nesměl řídit. Zprávy týkající se tohoto zatčení objevil tisk 5 dní před prezidentskými volbami v roce 2000. Celkově byl Bush zatčen třikrát – krom jízdy v opilosti ještě za výtržnictví a krádež.
Bush označil dny předcházející jeho náboženské konverzi jako svoje „nomádské“ období a „nezodpovědné mládí“. Dokonce i přiznal že v této době pil na zdejší poměry až „příliš“. „Přestal jsem pít v roce 1986 a od té doby jsem nevypil ani kapku“. Tuto proměnu zčásti připsal svému setkání s reverendem Billy Grahamem v roce 1985.
Jako jediný z amerických prezidentů uběhl během života maraton. V roce 1993, kdy mu bylo 46 let, se zúčastnil houstonského maratonu s výsledným časem 3:44:52.

### Rodina

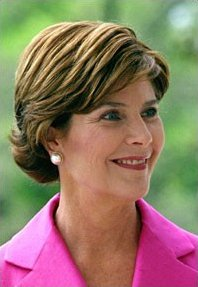
Manželka George W. Bushe – Laura Bushová

George Walker Bush je nejstarší z dětí George H. W. Bushe a jeho ženy Barbary Piercové-Bushové. Jeho sourozenci jsou Dorothy, John (Jeb), Marvin Pierce, Neil a Robin Bushovi (Robin zemřela ve věku tří let na leukémii (1953).
Jeb Bush byl guvernérem státu Florida. Bratr Marvin podniká v investiční firmě a na burze. Byl ředitelem společnosti mající na starost bezpečnost Světového obchodního centra v době útoků z 11. září.
Dědeček Prescott byl koncem 30. let ředitelem jedné z bank Union Banking Corporation, vlastněnou průmyslníky nacistického Německa, kteří do ní profiltrovali přes jinou holandskou banku asi 3 miliony dolarů. Vláda nakonec banku zrušila a její majetek zabavila, což Prescottu Bushovi vyneslo 1,5 milionu dolarů.
Roku 1977 se George W. Bush oženil s Laurou Welchovou. V roce 1981 se jim narodila dvojčata Barbara a Jenna. V roce 1986 opustil episkopální církev a připojil se k církvi své manželky, Sjednocené metodistické církvi.

## Podnikatelská kariéra a politické začátky
V roce 1978 se Bush ucházel o post ve Sněmovně reprezentantů, ale prohrál v souboji s demokratickým senátorem Kentem Hancem.
Začal tedy svoji kariéru v oblasti ropného průmyslu založením podniku Arbusto Energy (arbusto je španělsky keř, tedy bush v angličtině), zaměřeným na hledání a těžbu ropy a zemního plynu. Tento podnik musel čelit energetické krizi v roce 1979. Po tom, co Bush podnik přejmenoval na Bush Exploration, ho v roce 1984 prodal konkurenční firmě Spektrum 7. Součástí podmínek bylo, že se Bush stane generálním ředitelem (CEO) této firmy. S podobným scénářem se firma sloučila v roce 1986 s Harken Energy Corporation. Někteří obviňují jeho otce (toho času viceprezidenta USA), že vyvinul nátlak, aby se některé údajně podezřelé prvky tohoto prodeje nestaly předmětem vyšetřování.
V průběhu prezidentské kandidatury svého otce (1988) se rozhodl zapojit do volební kampaně. Pomáhal navazovat vztahy s organizacemi a hnutími náboženské pravice, zejména křesťanské koalice, ke kterým jeho otec nevěděl, jak přistupovat.
Poté se spojil se svými přáteli a společně roku 1989 koupili 86% podíl v baseballovém mužstvu Texas Rangers za 75 miliónů dolarů. Bush získal 2% podíl, když investoval 606  302 dolarů, z kterých půl milionu pocházelo z bankovní půjčky. V roce 1990 půjčku splatil prodejem akcií Harken Energy. Pět let působil jako výkonný generální partner Texas Rangers. Byl aktivní v oblasti mediálních vztahů družstva a v zajišťování výstavby nového stadionu The Ballpark Arlington, který byl otevřen v roce 1994. Bushova prominentní úloha u Texas Rangers mu vynesla popularitu v celém Texasu.
V roce 1994 mužstvo prodal, aby mohl kandidovat na post guvernéra. O tento post se střetl s populární demokratickou kandidátkou Ann Richards, kterou porazil v poměru 53 % ku 46 %. Ve volbách v roce 1998 zvítězil znovu. Zvítězil zejména pro to, že si dokázal na svou stranu získat konzervativní křesťany a evangelikály, kteří tradičně tvoří nezanedbatelnou část obyvatel tohoto jižanského státu.
Jako guvernér Bush prosadil několik významných legislativních změn v oblasti trestního práva a financování školství. Velkou pozornost vyvolalo jeho nekompromisní využívání trestu smrti: podepsal příkaz pro vykonání rozsudku pro 152 vězňů odsouzených k smrti. To bylo víc než ve funkčních obdobích jiných guvernérů, byť vysoký počet poprav nebyl pro Texas neobvyklý. Bush uskutečnil významné změny, ovšem o jejich přínos se vedou urputné spory. Každopádně se ale díky své ochotě k rázným reformám a rodinnému zázemí vyšvihl mezi nejpopulárnější republikánské politiky a byl jedním z hlavních kandidátů strany na potenciálního nástupce Billa Clintona.

## Prezidentské volby roku 2000
George Bush před volbami porazil své protikandidáty a získal nominaci republikánské strany. Kandidátem demokratů a Bushovým protivníkem se stal (rovněž bez větších problémů) viceprezident Billa Clintona Al Gore. V kampani Bush vyzdvihl svoji vůli zabývat se zejména vnitřními záležitostmi země a snížit zahraniční angažovanost Spojených států, což bylo v souladu s izolacionistickou tradicí Republikánské strany. Opakovaně prohlásil, že je proti zahraničním národně-budovatelským („nation-building“) pokusům (rozuměj zásahům do vnitřních záležitostí jiných států v oblasti lidských práv a státního zřízení). Názor změnil po útocích z 11. září 2001.
Během kampaně prosazoval povolení náboženským charitativním spolkům zúčastňovat se federálně podporovaných programů, používání vzdělávacích lístků, těžbu ropy v národním parku Arktická národní přírodní rezervace na Aljašce, restrukturalizaci armády USA atd.
Průběh voleb a zejména jejich vyhodnocení se ukázalo být velice kontroverzní. Výsledky byly v některých státech velmi těsné, například v Novém Mexiku a na Floridě. Nemalé emoce vzbudily i deklarace některých televizních stanic, které ve snaze první přinést výsledky voleb oznámily Gorovo vítězství již v době, kdy se na Floridě ještě volilo, což podle některých demokratů na poslední chvíli vybudilo značné množství republikánů k účasti ve volbách. Zásadní problém v případě Floridy se však týkal hlasovacích lístků a nedostatků ve sčítání hlasů. Nedostatky a nejasnosti některých volebních formulářů vedly ke sporům na některých volebních úřadech, kde byl rozdíl jen v řádu stovek hlasů (podle oficiálních výsledků Bush získal 2 912 790 hlasů a Al Gore 2 912 253).
Advokáti Ala Gorea dosáhli u Nejvyššího soudu Floridy (v němž 6 soudců ze 7 bylo nominováno demokratickou stranou) nového manuálního sčítání hlasů ve třech obvodech: Miami Dade, Palm Beach a Broward, ve kterých je voličská základna výrazně demokratická. Právníci G. W. Bushe napadli toto rozhodnutí s odůvodněním, že tím nejvyšší soud Floridy překročil své pravomoce. Nejvyšší soud USA (jehož 7 soudců z 9 jmenovali republikánští prezidenti, přičemž 4 z nich byli obecně považováni za konzervativce, 4 za liberály a poslední soudkyně za umírněnou) jim dal za pravdu a přepočítávání hlasů zrušil.
Další těsné rozdíly výsledků byly v Novém Mexiku (0,06 % pro Ala Gora); Wisconsinu (0,22 % pro Ala Gora); Iowě (0,31 % pro Ala Gora) a Oregonu (0,44 % pro Ala Gora). Ostatní rozdíly už překračovaly alespoň hranici jednoho procenta.
Nakonec byl George W. Bush zvolen prezidentem Spojených států amerických po rozhodnutí Nejvyššího soudu díky hlasům volitelů z Floridy. Bush získal celkem 271 hlasů volitelů proti 266 hlasům Ala Gorea, přestože Al Gore získal více hlasů v poměru 48,4 % proti 47,9 %, tj. o 540 000 hlasů. Volby 2000 tak byly první od roku 1888, kdy vítěz voleb získal méně hlasů, než jeho oponent, a první od roku 1876, kdy konečná volba prezidenta závisela na rozhodnutí nejvyššího soudu.
Bushova předvolební kampaň stála 191 milionů dolarů.[zdroj?] Do úřadu byl uveden 20. ledna 2001.

## Funkční období 2001–2005

### Domácí politika

#### Ekonomika

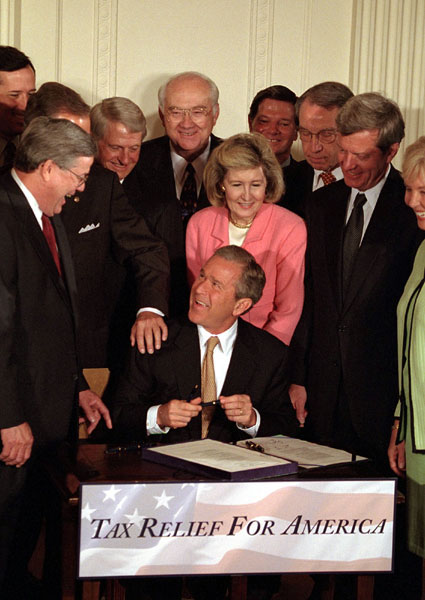
George Bush podepisuje zákon snižující daně.

Bush začínal své první funkční období v komplikované ekonomické situaci po zhroucení „internetové bubliny“, kdy USA vážně hrozila recese. S úmyslem oživit spotřebu a splnit své předvolební sliby prosadil v Kongresu sérii zákonů snižujících daně. Jednalo se zejména o tyto tři věci: snížení Daně z příjmu pro sezdané dvojice, zrušení Daně z nemovitostí a snížení Hlavní daně.
Podle Kongresového rozpočtového centra tato snížení daní snížily do roku 2003 celkový federální příjem, jako podíl z hrubého domácího produktu (HDP) na nejnižší míru od roku 1959. Toto snížení se ale z 43 procent týká nejbohatšího jednoho procenta Američanů. Následkem byl rekordní deficit státního rozpočtu (ovšem jen v absolutních číslech, nikoliv v procentech HDP). Zatímco v posledním roce vlády Billa Clintona vykazoval federální rozpočet roční přebytek 230 miliard dolarů, za Bushovy vlády přešlo hospodaření do deficitu. V roce 2003 dosáhl roční deficit rekordních 374 miliard dolarů. To představovalo 3,5 % HDP, což je v procentech domácího produktu méně, než některé předcházející deficity. Podle některých ekonomů má jen takovéto porovnávání význam – protože porovnávání absolutních čísel je zkresleno růstem ekonomiky.
Bush navýšil rozpočty pro vnitřní a zahraniční bezpečnost, ale snížil výdaje na nevojenské programy. Výdaje státu se zvýšily za 4 roky o 20 % (opět ale jen v absolutních číslech).
Někteří ekonomové mluví o hospodářském zázraku během Bushova prvního volebního období. Hospodářství země, která na začátku stála na pokraji recese, začalo pomalu nabírat na síle. (Nemalý vliv na to měly i události ze září 2001.) Hospodářský růst o 8,2 a 4,0 %, který zaznamenaly USA v 3. a 4. čtvrtletí roku 2003, byl nejvýraznější růst ekonomiky USA za posledních 20 let (čísla jsou přepočítaná na roky). Při převzetí moci ekonomika rostla ročním tempem na úrovni 0,8 %, v roce 2002 už 1,9 %, v roce 2003 3,0 % a ve volebním roce 2004 dokonce 4,2 %.
Vzrostla důvěra investorů v dobré vyhlídky ekonomiky USA a začal růst export, mimo jiné díky devalvaci dolaru. V první části volebního období byly hlavním tahounem růstu HDP vládní výdaje a spotřeba domácností (hrazená na dluh), v druhé polovině začala převažovat spotřeba domácností spolu s fixními investicemi firem a růstem exportu, který převyšoval růst importu. Spojené státy se tak z pohledu celosvětového růstu a z pohledu vývoje evropských ekonomik staly „hospodářským skokanem roku 2003“. Rostly totiž osmkrát rychleji než Evropská měnová unie, kde růst v tomto roce dosahoval jen 0,4 %. Podobný rozdíl byl zachovaný i v roce 2004.
K pozitivnímu vývoji došlo v USA i v některých dalších oblastech hospodářství. V letech 2001–2003 vzrostla produktivita práce nejvíc za posledních 50 let. Americká akciová burza se v průběhu roku 2003 vzpamatovala ze ztrát v roce 2001 (Dow Jones Industrial Average vzrostl o 40 % a technologický index Nasdaq Composite se zhodnotil dokonce o 70 %). Slušným tempem rostly zisky amerických společností a na konci volebního období se podařilo otočit i vývoj nezaměstnanosti (která je ovšem stále vyšší, než byla na počátku funkčního období) a míra inflace se dostala na přijatelnou úroveň přibližně dvou procent.
Při převzetí moci nezaměstnanost dosahovala úrovně 4,2 % (leden a únor 2001). Už tehdy měla silně stoupající tendenci, kterou zdědila po předcházející vládě. Měsíc před nástupem do úřadu dosahovala jen 3,9 %, což znamená, že v průběhu posledního měsíce vlády Billa Clintona narostla o 0,3 %. Růst pokračoval i v dalších měsících, v září 2001 už nezaměstnanost dosáhla hranice 5 %. Po útocích z 11. září 2001 přišel další prudký nárůst. V dubnu 2002 už dosáhla 5,9 %, v prosinci se dostala na 6 %. V červnu 2003 dosáhla svůj vrchol – 6,3 %, pak už začala klesat. Do konce roku klesla na úroveň 5,7 %. Ve volebním měsíci (listopad 2004) byla na úrovni 5,4 %. Pokles nezaměstnanosti pak pokračoval i v druhém volebním období. Celkově se však během jeho prvního mandátu pod vlivem recese z roku 2001 zvýšila nezaměstnanost poprvé od roku 1992, za což byl Bush kritizován stoupenci Johna Kerryho. Tímto se stal prvním prezidentem po Herbertu Hooverovi, během jehož vlády byla zaznamenána jasná ztráta pracovních míst.
Z makroekonomických ukazatelů amerického hospodářství za Bushovy vlády je bezesporu dvojitý deficit: deficit federálního rozpočtu a deficit běžného účtu platební bilance. Ve snaze řešit deficit platební bilance se Bush snažil zavést vysoká cla na některé produkty upadajícího primárního sektoru (konkrétně zejména v hutnictví a zemědělství), které měly velkou zahraniční konkurenci (v první části volebního období). Bushovo zavedení poplatků za import oceli a kanadských dřevařských a tesařských výrobků bylo kontroverzní a ve světle jeho ostentativního vyzdvihování principů volného trhu vypadalo obzvlášť pikantně. Vysloužilo si kritiku z více stran, včetně vlastního tábora konzervativců a ekonomických liberálů. Poplatky na dovoz oceli byly posléze pod tlakem Světové obchodní organizace (World Trade Organization) zrušeny.

#### Životní prostředí
Jedním z bodů v Bushově předvolebním programu bylo to, že Spojené státy pod jeho vedením darují každoročně 100 milionů dolarů na ochranu deštných pralesů. Dalším jeho slibem byl závazek snížení emisí oxidu uhličitého. Ani jeden z těchto slibů však nedodržel – jedno z jeho prvních rozhodnutí v této oblasti bylo odmítnutí postoupit Kjótský protokol k ratifikaci Senátu USA. Přitom ze 178 států, které se zúčastnily konference v japonském městě Kjóto, neratifikovaly protokol nakonec pouze Spojené státy a Austrálie. Cílem protokolu je mj. právě omezení emisí oxidu uhličitého. Bush argumentoval tím, že podepsání Kjótského protokolu by vedlo k ohrožení ekonomiky USA a nadnesl jiný způsob řešení ekologických problémů, spočívající zejména v technických inovacích šetřících životní prostředí. Druhou výhradou je nezahrnutí rozvojových zemí (konkrétně zejména Číny a Indie) do protokolu. Tím silně znevýhodňuje vyspělé země oproti rychle se rozvíjejícím ekonomikám zmíněných zemí. V rámci svého ekologického programu George W. Bush výrazně zvýšil příspěvky vlády na vývoj nových technologií šetřících životní prostředí.
V roce 1997, kdy zástupci USA a ostatních zemí jednali o Kjótském protokolu, se Senát USA hlasováním 95 ku 0 postavil proti jakékoliv dohodě o globálním oteplování, která nevyžaduje závazky ze strany ekonomicky se rozvíjejících zemí. Ač byl Kjótský protokol v roce 1998 podepsán Peterem Burleighem, výkonným velvyslancem USA při Organizaci spojených národů (OSN), již vláda Billa Clintona, která předcházela Bushovu období v prezidentském úřadě, jej nepředložila Senátu k ratifikaci.
Bush se obrátil na výzkumné organizace kvůli fenoménu globálního oteplování s požadavkem uskutečnění důsledného výzkumu, který by potvrdil souvislost mezi globálním oteplováním a lidskou činností. Svoje názory Bushova vláda obhajovala i tím, že neexistuje konsenzus vědců, pokud jde o příčiny a následky globálního oteplování, když poukazovala například na Oregonskou petici, v níž 19 600 vědců vyjádřilo svůj nesouhlas s tvrzením, že globální oteplování je zapříčiněno lidskou činností. Přitom ale Bushova vláda systematicky ignorovala závěry Mezivládního panelu pro změnu klimatu OSN a dalších institucí, podle kterých je oteplování planety způsobeno zejména lidskou činností. Bushova administrativa taktéž důsledně a správně používala termín „změna klimatu“, aby se vyhnula negativním konotacím, které s sebou nese běžně používaný výraz „globální oteplování“.
Dalším počinem Bushovy vlády v oblasti životního prostředí byla Iniciativa za čistou oblohu (Clear Skies Initiative). V projevu uvádějícím tuto iniciativu Bush vyhlásil, že „ekonomický růst je klíčem k pokroku v environmentální oblasti, protože růst je to, co poskytuje zdroje pro investice do čistých technologií“.
V projevu uvedl, že naplněním tohoto programu by mělo dojít k následnému poklesu emisí:[zdroj?]
- oxidu siřičitého (SO2) o 73 %
- NOx o 67 %
- rtuti o 69 %

Snížení emisí Bush navrhl zrealizovat ve dvou fázích, první měla skončit v roce 2010 a druhá roku 2018. Například každá elektrárna v USA měla mít podle návrhu povinnost získat povolení na vypuštění každé tuny uvedených látek do vzduchu. Program je založený na tržních prostředcích, když umožnil obchodovat s povoleními. Tím společnosti používající nové technologie mohou ušetřit svoje kvóty a prodat je dalším společnostem. Na podporu této iniciativy Bush zmiňoval úspěch programu z roku 1995, který podobně přistupoval k emisím SO2. Jeho oponenti k iniciativě vyhlásili, že uplatňování nástrojů, které tato iniciativa obsahuje, povede v konečném důsledku k růstu znečištění.
Bush též podepsal Great Lakes Legacy Act of 2002, který povoluje federální vládě začít s čištěním kontaminovaných sedimentů ve Velkých jezerech na území USA. V témže roce podepsal i tzv. Brownfieldův zákon, který urychluje proces čištění opuštěných průmyslových zón.
Na pozici náměstka ministryně životního prostředí pro vodu a vědu Bush jmenoval Bennetta Raleyho, známého pro svoji snahu zrušit zákon o ohrožených druzích. Mezi další kontroverzní náměstky ministerstva patřili Lynn Scarlettová, známá svým skeptickým názorem na globální oteplování a nesouhlasící se zpřísňováním ekologických předpisů. Jako zástupkyni ředitele Úřadu pro ochranu životního prostředí Bush jmenoval Lindy Fisherovou, která předtím působila jako ředitelka firmy Monsanto, která se v roce 1999 nechvalně proslavila negativním dopadem svého geneticky modifikovaného růstového hormonu. Tímto hormonem byly krmeny krávy na farmách vlastněných společností Monsanto a jejich mléko firma prodávala, s dopadem na zdraví občanů. Jako ministryni jmenoval Bush Gale Nortonovou. Ta začala své působení předložením návrhu na těžbu dřeva, uhlí, ropy a plynu v národních parcích. Další návrh ministryně, a sice vydražení oblastí u východního pobřeží Floridy s cílem těžit tam ropu a zemní plyn, Bush bez námitek schválil.
Sám Bush podal podobný návrh – prodat pozemky s ropou a plynem v Aljašské přírodní rezervaci do rukou soukromých firem. Taktéž oznámil, že má v úmyslu povolit těžbu ropy v Lewisově a Clarkově národním parku v Montaně. Mezi jeho další návrhy, které podal krátce po převzetí moci, bylo zmírnění kritérií povolovacího řízení pro výstavbu ropných rafinérií a přehrad s jadernými a vodními elektrárnami a snížení ekologických norem s tím spjatých. Dosavadní předpisy, které posilovaly vládní pravomoc odmítnout přidělení zakázek firmám, které porušovaly federální a ekologické zákony, Bush zrušil během svých prvních 100 dní v úřadu.
Podle Bushe se ochrana přírody úzce prolíná s výzkumem. Tvrdil, že pokroku v této oblasti je možno dosáhnout jen novými čistějšími technologiemi, nikoliv zákonnými příkazy. Snažil se pomoci k získání ekologické náhrady za ropné produkty v dopravě. Nechal proto vyčlenit 1,2 miliardy dolarů z federálního rozpočtu na období pěti let na vývoj vodíkem poháněných vozidel bez emisí. Dále podpořil výzkum v oblasti využití bionafty vznikající z odpadových materiálů a vývoj kontroverzního „zeleného benzínu“ z kukuřice, o které někteří ekologové tvrdili, že na její vypěstování se spotřebuje více ropy, než tato technologie dodá. V rámci tohoto programu prosadil Bush i snížení daňového zatížení pro lidi používající automobily s nižšími emisemi. Částku na výzkum ekologičtějších a účinnějších automobilů a kamionů Bush nicméně snížil o 28 procent. Navíc zrušil termín (stanovený na rok 2004), do kterého měly automobilky vyrobit prototyp úsporného vozidla s nízkou spotřebou.
Mezi další Bushova politická rozhodnutí v oblasti životního prostředí patří například stornování návrhu na zlepšení přístupu veřejnosti k informacím o potenciálním dopadu havárií chemických provozů, pozdržení platnosti předpisů, které mají snížit mezní úroveň arsenu v pitné vodě, a snížení částky na výzkum obnovitelných zdrojů energie na polovinu. Rozpočet federálního Úřadu pro ochranu životního prostředí snížil Bush o půl miliardy dolarů.

#### Morální tradice a lidská práva
Bush je příznivcem „hnutí pro-life“. Do funkce ministra spravedlnosti jmenoval Johna Ashcrofta známého svým nepřátelským postojem vůči interrupcím. Zrušil federální pomoc zahraničním sdružením nakloněným interrupcím a umělé antikoncepci.
Bush dále zrušil pomoc fondům nabádajícím k používání kondomů a pomáhajícím prostitutkám, a to ve prospěch fondů propagujících sexuální abstinenci. V červenci 2002 Bush zrušil podporu Populačnímu fondu OSN (UNFPA). Odůvodnil to tím, že UNFPA podporuje násilné potraty a sterilizace v Číně.
Bush se postavil proti legálnímu uznání manželství osob stejného pohlaví a podporuje zavedení civilního svazku („Nemyslím si, že bychom měli popírat lidské právo na civilní svazek, legálně ustanovený“ – ABC News, říjen 2004). Podporuje doplněk zákona o federálním manželství (Federal Marriage Amendment) a chce doplnit ústavu o tvrzení, že „manželství je svazek jednoho muže a jedné ženy“.
Během Bushova prvního volebního období se Michael E. Guest stal prvním otevřeným homosexuálem, kterého Senát schválil na post velvyslance USA pro Rumunsko (prvním otevřeným homosexuálem nominovaným na post velvyslance byl James Hormel, kterého Senát odmítl).

#### Náboženství
George W. Bush sám sebe považuje za „znovuzrozeného křesťana“. Jeho konverze je spojena se jménem reverenda Billyho Grahama, neoficiálně nazývaného „evangelikální papež“. Právě k „modernímu evangelismu“ má George W. Bush asi nejblíž.
Bush se netají tím, že se vícekrát denně modlí a ve svých projevech cituje verše z Bible nebo na ně odkazuje. Studium bible je jeho velkou vášní, se kterou začal kolem roku 1985 návštěvami komunitní skupiny (Community Bible Study), věnující se katechezi a výkladem Nového zákona. Studium Bible zavedl i v Bílém domě. Několikrát se v projevech zmiňoval i o Koránu, případně z něj citoval nebo ho dokonce označil za slova pocházející od Boha.
K jeho vítězství ve volbách přispělo, že dokázal na svoji stranu přivést široké masy evangelikálů a dalších silně křesťansky orientovaných voličů. V  prezidentských volbách v roce 2004 podle průzkumů získal dokonce většinu hlasů katolických voličů, když získal mírně přes 50 % „katolických hlasů“, ačkoliv jeho protivníkem byl katolík John Kerry, který se snažil oslovit své souvěrce z této pozice (Kerry se v očích mnohých svých souvěrců zdiskreditoval svou otevřenou podporou práva ženy na potrat). I z těchto náboženských důvodů se Georg W. Bush staví proti eutanazii, výzkumu buněk z lidských embryí, vyjadřuje nepřátelský postoj proti interrupcím a je formálně proti manželství dvou osob téhož pohlaví. 9. dubna 2005 se George W. Bush stal prvním úřadujícím americkým prezidentem, který se osobně zúčastnil pohřbu papeže. Doprovázeli jej jeho předchůdci Bill Clinton a jeho otec George H. W. Bush.
Už v roce 2001 začal Bush pracovat s republikány v Kongresu na schválení legislativy, která by změnila způsob, jakým federální vláda regulovala, zdaňovala a podporovala neziskové organizace řízené náboženskými organizacemi. Byť prvořadou snahou v rámci této legislativy byla možnost, aby tyto organizace mohly čerpat federální podporu, další zákon přinesl požadavek, aby oddělily svoje charitativní funkce od náboženských. Bush též vytvořil Úřad Bílého domu pro komunitní a na víře založené iniciativy (White House Office of Faith-Based and Community Initiatives). Některé organizace, jako např. Unie amerických občanských svobod (American Civil Liberties Union) kritizovaly tento Bushův program.

#### Menšiny a imigrační politika
Bush navrhl imigrační zákon, který by podstatně rozšířil použití cizineckých pracovních víz. Jeho návrh by zrovnoprávnil zahraniční pracovníky, i kdyby tito neměli právo na trvalý pobyt nebo občanství. Zároveň se postavil proti amnestii pro ilegální přistěhovalce, jejichž počet se v USA odhaduje na 15 miliónů.
V roce 2002 Bush tlačil na Trenta Lotta, republikánského vůdce Senátu, aby podal demisi kvůli nostalgickým poznámkám týkajícím se národnostní segregace, které pronesl při příležitosti vzpomínky na bývalého kandidáta prezidentských voleb z roku 1948, senátora Stroma Thurmonda.

#### Zdravotnictví
Bush prosazoval i ve zdravotnictví přístupy založené na konkurenci a volném trhu (osobní účty na zdravotní spoření). Hlavním zákonem, na který se zaměřil, byl Medicare Act of 2003. Tento zákon představuje největší změnu programu Medicare za jeho existenci (běží od roku 1965). V prvním desetiletí se díky změnám do programu vloží o 395 miliard dolarů více, než bylo plánováno. Schválení tohoto zákona předcházely dlouhé diskuse a Kongresem prošel až poté, co s ním souhlasila i Americká asociace důchodců (American Association of Retired Persons).
Za nejdůležitější změnu lze považovat zavedení speciálních nezdaňovaných osobních účtů pro spoření na zdravotní výdaje pro pracující populaci (tzv. Health Savings Accounts). Zákon dále přisuzuje příspěvky a daňové úlevy zaměstnavatelům, kteří se rozhodnou přispívat svým zaměstnancům na zdravotní pojištění. Od roku 2010 bude možná částečná privatizace tohoto programu. Pro již nepracující (důchodci, invalidé) zákon finančně zpřístupnil léky na předpis.
Zákon se speciálně zabývá zdravotnictvím mimo města s cílem zvýšit zdravotnickou dostupnost. Stanoví speciální bonus ve výši 25 miliard dolarů, který se má rozdělit mezi nemocnice v menších městech. Podle některých propočtů zákon pomocí nových komunitních zdravotních center poskytuje lepší zdravotní podmínky pro asi 3 miliony lidí. Od příslušníků bohatších vrstev požaduje mírně vyšší příspěvky, než byly před jeho zavedením.

#### Školství

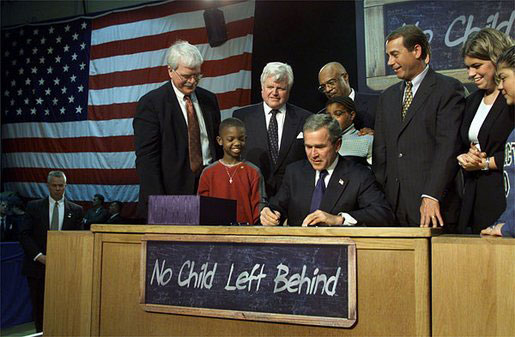
prezident podepisuje program No Child Left Behind

Ve Spojených státech je velký rozdíl mezi soukromými a státními školami. Od roku 1974 například nejsou státní školní knihovny financovány přímo ale přes tzv. grantové balíčky, které jednotlivé státy mohou rozdělit, jak uznají za vhodné. Prakticky nikdy však nejsou do knihoven investovány v plné výši a tak je stav učebnic a ostatních pomůcek tristní – nezřídka pocházejí z konce šedesátých let.
Během prvních 100 dnů v úřadu George W. Bush výdaje na státní knihovny snížil a to o 39 milionů dolarů. O dalších 35 milionů například zkrátil částku na vzdělávání pediatrů. Odepřel vysokoškolskou finanční pomoc studentům, kteří byli odsouzeni za přestupky související s drogami (naproti tomu, odsouzení vrahové stipendia čerpat mohou). Navrhl zrušení programu „Četba – zásadní nutnost“, který přiděloval knihy zdarma chudým dětem.
V lednu 2002 Bush podepsal program No Child Left Behind (Nezapomenout na žádné dítě). Program je zaměřený na podporu nejnižšího školství a zabezpečuje více zdrojů pro školy. Kritici tvrdí, že školy nedostaly dost prostředků, aby mohly splnit cíle stanovené programem. Podle Výboru Sněmovny reprezentantů pro vzdělávání a práci (House Committee on Education and the Workforce) v červnu 2003 se během prvních tří let Bushovy vlády rozpočet pro školství zvýšil o 13,2 miliardy dolarů.

#### Věda a výzkum
Prezident Bush stanovil omezení podpory výzkumu kmenových buněk. Financování tohoto výzkumu federální vládou schválil jeho předchůdce Clinton (19. ledna 1999), ale peníze nebyly přiděleny žádnému programu až do vytvoření rozpočtových pravidel 23. srpna 2000. Avšak již 9. srpna 2001, ještě před prvním rozdělením peněz, Bush ohlásil, že rozpočtová pravidla budou změněna tak, aby umožnila podporovat jen výzkum na již existujících kmenových buňkách.
Koncem roku 2002 Bush podepsal zákon, který zabezpečil zdvojnásobení finančních prostředků pro Národní vědeckou nadaci v příštích 5 letech. Cílem bylo vytvořit nové vzdělávací postupy v matematice a vědě pro děti na základních a středních školách.
14. ledna 2004 Bush oznámil založení Vize vesmírného výzkumu (Vision for Space Exploration), v rámci které je plánovaný návrat na Měsíc do roku 2020, realizace Mezinárodní vesmírné stanice do roku 2010 a případně vyslání astronautů na Mars. Byť se plán střetl s rozporuplnými reakcemi, schválení jeho rozpočtu s malými změnami prošlo hned po listopadových volbách.
Bush vyčlenil 1,2 miliardy dolarů z federálního rozpočtu na období 5 let na vývoj vodíkem poháněných vozidel. Cílem je získat a nabídnout ekologickou náhradu za ropné produkty v dopravě. Dále podpořil vývoj v tvorbě „zeleného benzínu“ z kukuřice a výzkum v oblasti využití bionafty vznikající z odpadových materiálů. V rámci tohoto programu prosadil i snížení daňového zatížení pro lidi používající automobily s nižšími emisemi.

### Zahraniční politika

#### Všeobecný přehled

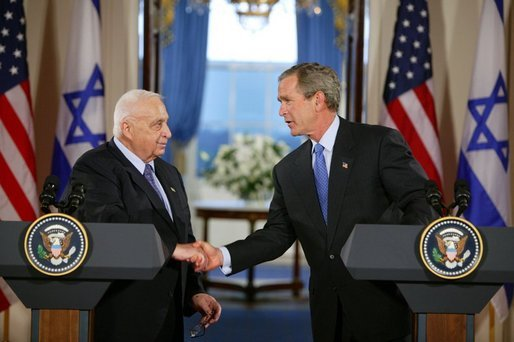
George W. Bush a Ariel Šaron

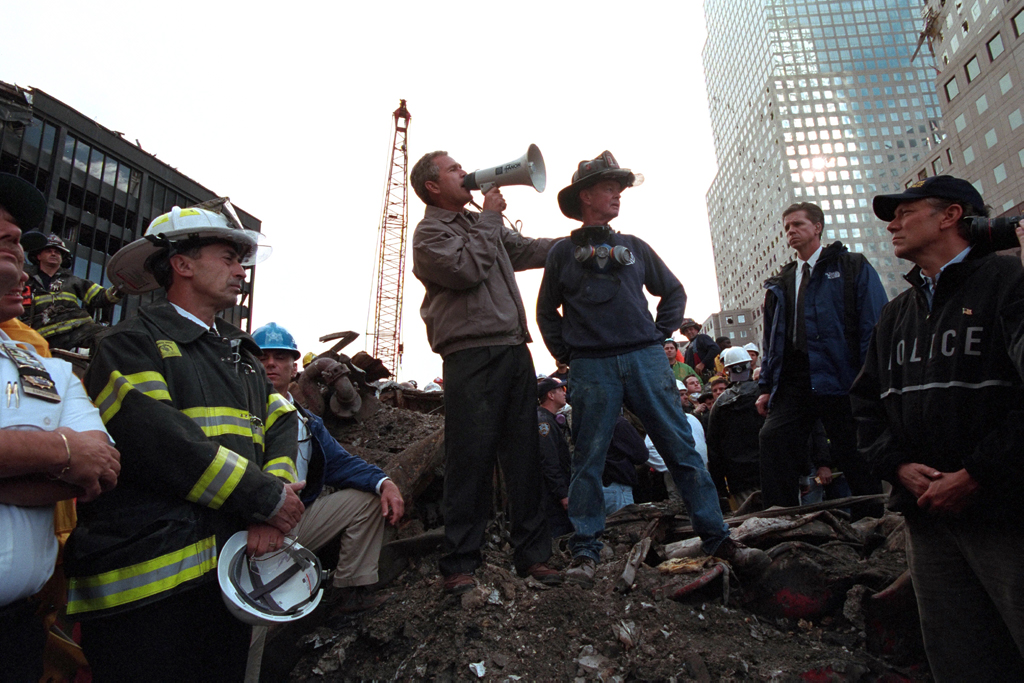
Bush vzkázal záchranným týmům pracujícím na Ground zero v New Yorku 14. září 2001: „Slyšíme vás. Celý svět vás slyší. A lidé, kteří shodili tyto budovy brzy uslyší o nás.“

Ve volební kampani v roce 2000 se definoval jako „soucitný konzervativec“. Vliv na zahraniční politiku jeho administrativy má neokonzervativní think-tank Projekt pro nové americké století (PNAC). Někteří proponenti PNAC (Dick Cheney, Donald Rumsfeld a Paul Wolfovitz) zastávají nebo zastávali vysoké posty v Bushově administrativě.
Během volební kampaně v roce 2000 Bush prosazoval větší míru ekonomické spolupráce a lepší politické vztahy se zeměmi Latinské Ameriky, zejména s Mexikem, a omezení snah o „budování národů“. Názor změnil po teroristických útocích 11. září 2001, kdy svoji pozornost přenesl na Blízký východ. Necelý měsíc po útocích z 11. září USA vytvořily širokou koalici, která 7. října 2001 zahájila operaci v Afghánistánu s cílem odstranit vládu Tálibánu, který poskytoval podporu a úkryt vedení teroristické organizace Al-Káida. Koalice se během této války soustředila zejména na nálety a vzdušnou podporu opozičních sil (konkrétně zejména tzv. Severní aliance Tálibánem vyhnaného prezidenta Burhánuddína Rabbáního). Do země vstoupily jen malé pozemní jednotky. Po svržení vlády Tálibánu (Tálibán se zcela zničit nepodařilo a jeho bojůvky vedou partyzánský boj proti nové vládě dodnes) následovaly snahy vytvořit s pomocí OSN v Afghánistánu novou vládu, v jejímž čele nakonec stanul nový prezident Hámid Karzaj. Přes úspěch při porážce Tálibánu se pravděpodobně nepodařilo dopadnout ani zabít Usámu bin Ládina. Část spojeneckých vojáků zůstala v Afghánistánu dodnes. V posledních měsících opět zesiluje vliv Tálibánu. V zemi se 9. října 2004 uskutečnily prezidentské volby, které zahraniční pozorovatelé označili za demokratické. Vyhrál je opět Hámid Karzaj.
Dalším důležitým rozhodnutím byla změna poměrů v Iráku. Tzv. Koalice „ochotných“ vstoupila po několikadenním ultimátu do Iráku 20. března 2003 s cílem zbavit diktátora moci a nahradit ho novou, demokraticky zvolenou vládou. Krom toho se Bush snažil vyřešit konflikt mezi Izraelem a Palestinci obývajícími okupovaná území. Palestincům slíbil podporu při vytváření vlastního státu. Ve spolupráci s Ruskem, některými evropskými zeměmi a OSN navrhl takzvanou Cestovní mapu, která měla položit základ urovnání skrze ústupky obou stran a specifikovat rozvrh stahování izraelských vojsk z jednotlivých oblastí.
Bush v roce 2003 zahájil program President's Emergency Plan for AIDS Relief (PEPFAR) zaměřený na prevenci HIV/AIDS, díky němuž se podařilo zachránit více než 25 milionů životů. Podle korespondenta deníku The New York Times Petera Bakera „Bush udělal pro zastavení AIDS a pro pomoc Africe více než kterýkoli prezident před ním nebo po něm“.
14. prosince 2001 Bush odstoupil od smlouvy o antibalistických střelách z roku 1972 (Anti-Ballistic Missile Treaty), která byla důležitá pro Americko-sovětskou jadernou rovnováhu během studené války. Jako důvod bylo uvedeno, že již není relevantní. Smlouva zakazovala vybudovat rozsáhlejší systém chránící před strategickými střelami protivníka a ponechávala tak zemi otevřenou útoku druhé strany s tím, že ani druhá strana nebude ochotná riskovat odvetu. Tento přístup se označoval jako „vzájemně zaručené zničení“, v angličtině mutual assured destruction. Kritici tento systém označovali zkratkou MAD, což v překladu znamená šílený. Po vypovězení smlouvy (které zpočátku znervóznilo Rusko) mohly USA pokračovat ve vývoji svého obranného systému, známého jako raketový deštník. Dosavadní testy však funkčnost tohoto systému zpochybňují.
Mezinárodní trestní soud (International Criminal Court, ICC) vznikl 1. července 2002 a sídlí v nizozemském Haagu. Byl ustanoven jako stálý trestní soud pro stíhání pachatelů na mezinárodní úrovni. Bushova administrativa vyjádřila obavy, že se tento soud zvrhne v nástroj na obviňování a souzení amerických diplomatů, politiků a vojáků, neboť v něm budou mít (podobně jako v OSN) moc nezodpovědné země porušující lidská práva (jako příklad je uváděna Libye, která byla 20. ledna 2003 zvolena předsedající zemí Komise pro lidská práva OSN).

#### Reakce na útoky z11. září 2001
11. září 2001 byly Spojené státy šokovány svou zranitelností. Zahynulo přes 3000 lidí. Prezident Bush byl v okamžiku prvního útoku na cestě na návštěvu floridské základní školy Emmy E. Bookerové, o tom druhém se dozvěděl od Andy Carda již ve třídě a až po sedmi minutách poté ji opustil, aby improvizovaným prohlášením oznámil, že došlo k útokům na americké půdě. Zbytek toho dne strávil spolu s viceprezidentem Dickem Cheneym a dalšími v Air Force One a teprve k večeru promluvil na celostátních televizních kanálech k národu.
Přestože Bush svou předvolební kampaň (její zahraničně-politickou část) stavěl proti intervencionismu, po útocích zaměření americké zahraniční politiky změnil. Celá další politika Bushovy vlády byla založená nebo ovlivněná Válkou proti terorismu a týkala se nejen zahraniční politiky, ale ovlivnila i dění uvnitř samotných Spojených států. Byla přijata legislativa jako USA PATRIOT Act of 2001 a další, které výrazně omezily občanské svobody. Změnu zahraniční politiky Bush jasně deklaroval ve Zprávě o stavu Unie 29. ledna 2002. Útoky zvýraznily ohrožení ze strany teroristických skupin oproti ohrožení ze strany států. Bush použil termín „Osa zla“, do které zahrnul Írán, Severní Koreu a Irák. Koncept jeho přístupu v „pozářiové“ americké zahraniční politice (a nejen v ní) dostal název Bushova doktrína.

#### Invaze do Afghánistánu a operace Trvalá svoboda
Za původce útoků označila Bushova administrativa Usámu bin Ládina a jeho organizaci Al-Kajda, která měla své hlavní základny v Tálibánem ovládaném Afghánistánu. Bush dal afghánské vládě ultimátum, aby vydala bin Ládina Spojeným státům (spolu s dalšími požadavky, týkajících se zejména teroristických výcvikových táborů). Tálibán žádal předložení důkazů o tom, že bin Ládin skutečně stojí za útoky. Později, s blížícím se útokem, Tálibán nabídl vydání bin Ládina do Pákistánu, kde by byl souzený podle islámského práva. Dodnes není zcela jasné, zda vůbec bylo v moci vlády bin Ládina vydat, navíc, týden po zahájení operace, kdy Tálibán vydání bin Ládina Americe nabídl, Bush osobně tuto nabídku odmítl se slovy „Když říkám ‚žádné vyjednávání‘ tak míním ‚žádné vyjednávání‘“.
7. října USA zahájily vojenské operace proti Tálibánu bombardováním vybraných oblastí; 19. října pak pozemními útoky. Jejich letecké údery podporované akcemi zejména amerických a britských zvláštních jednotek a elitních oddílů umožnily Severní alianci 13. listopadu 2001 dobýt Kábul. Později se o jeho kontrolu dělila s americkými jednotkami. Vláda Tálibánu na celostátní úrovní padla, nějakou dobu se však ještě držela v některých provinciích. Partyzánské oddíly složené z věrných Tálibánu se v Afghánistánu pohybují dodnes. Tálibánem vyhnaný prezident Burhánuddín Rabbání se (dočasně) vrátil do úřadu, posléze byla sestavena vláda vedená Hámidem Karzajem. Ta nakonec převzala moc nad většinou území, některé oblasti však stále neovládá (resp. je ovládá víceméně formálně na základě dohod s místními vůdci) a od roku 2006 mají nepokoje a bombové útoky vzrůstající tendenci. Síly OSN pomáhají udržet pořádek v oblasti Kábulu a dalších významných měst. Nová vláda a nyní již prezident Hámid Karzaj jsou blízkými spojenci Washingtonu v pokračujícím boji proti terorismu. (Samotný Hámid Karzaj studoval ve Spojených státech a později se stal poradcem nadnárodního naftařského koncernu Unocal, který v Afghánistánu budoval Transafghánský plynovod.)

#### Guantánamo
Bushova administrativa je kritizovaná pro zadržování několika stovek vězňů na základně Guantánamo v zátoce Guantanámo na Kubě bez řádného soudu (věznice na této vojenské základně byla zbudována až v roce 2002). Většina zadržených je podezřelá ze spolupráce se sítí Al-Káida, či Tálibánem. Mnoho organizací zaměřených na lidská práva hovoří o nelidských podmínkách, ponižování a týrání. Americké oficiální kontroly ale nic takového nepotvrdily.

#### Válka vIráku

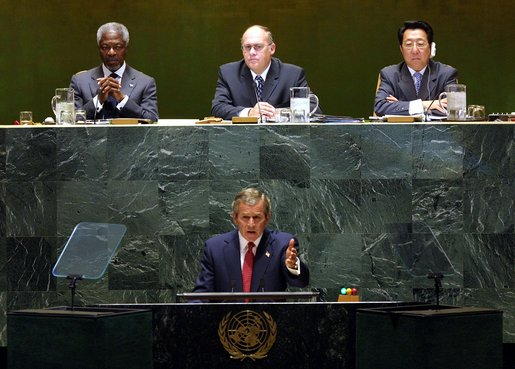
President George W. Bush před Valným shromážděním OSN 12. září 2002

Od schválení Zákona o osvobození Iráku (Iraq Liberation Act) z 31. října 1998 podepsaného ještě Billem Clintonem bylo oficiálním cílem americké politiky zbavit diktátora Iráku Saddáma Husajna moci. Po útocích z 11. září 2001 hledala Bushova administrativa způsob, jak zabránit dalším možným útokům. Vytvořená koncepce zahrnovala snahu omezit „manévrovací prostor“ pro teroristické skupiny (zmrazení účtů, …), tlak na všechny země, aby aktivně vyhledávaly teroristy a snaha zamezit tomu, aby takzvané „neposlušné“ státy mohly podporovat terorismus, nebo aby teroristé mohli získat nebezpečné zbraně od těchto států. Dalším z vybraných směrů byla i změna poměrů na Blízkém východě, odkud pocházeli všichni útočníci.
Americká vláda vyhlásila, že situace ve vztazích k Iráku je kvůli těmto důvodům vážná. Irák se údajně snažil získat jaderný materiál a neuvedl přesnou dokumentaci o svém zbrojním programu v oblasti biologických a chemických látek, které je možné využít jako základ pro zbraně hromadného ničení (dále jen ZHN). Ty měl dle rezolucí OSN vydaných po invazi do Kuvajtu zakázané vyrábět i vlastnit. Mezi další uváděné důvody patřilo i to, že Irák nedodržoval podmínky dohodnuté v předcházejících rezolucích Rady bezpečnosti OSN (RB OSN), vydaných po první válce v Zálivu (uváděny byly např. rezoluce RB OSN číslo 1060, 949, 778, 715, 660 a další).
Mezi stoupenci a oponenty vojenského zásahu do dnešních dnů probíhá diskuze, měla-li vláda USA důkazy o vlastnictví zbraní hromadného ničení (ZHN) Irákem a existenci blízkých vazeb mezi Irákem a Al-Kajdou. Jisté je jen, že USA měly stejně jako OSN důkazy o tom, že Irák vlastnil ZHN dříve a že nebyl schopen doložit jejich řádné zničení, jak mu to ukládaly rezoluce OSN. Pokud jde o terorismus, na rozdíl od zřetelné podpory palestinského terorismu v Izraeli se spojení mezi Al-Kajdou a Irákem nepodařilo prokázat a odborníci se kloní k tomu, že nikdy žádné neexistovalo.
Tak zvaná Iraq Survey Group (ISG), jejímž úkolem bylo najít v Iráku zbraně hromadného ničení, které Husajnův režim vlastnil a vyvíjel, napsala ve své závěrečné zprávě (známé také jako Duelfer Report), že byly nalezeny chemické ZHN vyrobené před rokem 1996 a výrobní zařízení a množství chemikálií dvojího určení, ze kterých by se daly zbraně vytvořit. Podle Loftus Report vláda USA tajila pochybení Iraq Survey Group (ISG), když objevili sklad jaderných zbraní a sklad koncentrovaného přírodního uranu až poté, co byly jaderné zbraně odvezeny, podle izraelské zpravodajské služby do Sýrie. Ve skladu se nacházel už jen koncentrovaný přírodní uran. Podle rezoluce Rady bezpečnosti OSN č. 678 a č. 1441, nesměl Irák vlastnit žádné ZHN ani zařízení na jejich výrobu ani vést žádné vědecké programy, které by k držení ZHN směřovaly.

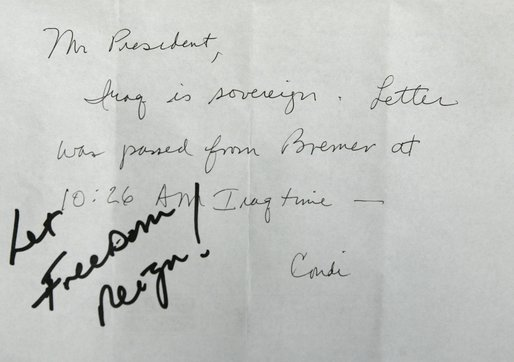
Vzkaz od poradkyně pro národní bezpečnost Condoleezzy Rice z 28. června 2004. Bush na lístek dopsal: „Let freedom reign“, („Nechť svoboda vládne“).

Bush tvrdil, že Saddám může dodat ZHN teroristům, např. Al-Kajdě. Od počátku roku 2002 tlačil na OSN, aby důrazněji prosazovalo odzbrojení Iráku. Pod tlakem USA se podařilo v OSN prosadit novou rezoluci RB OSN o Iráku. Hans Blix a Mohamed El Baradei vedli obnovené inspekce v Iráku. Během nich se vyskytlo několik problémů a omezení pohybu inspektorů iráckou vládou, když jim nebyla zpřístupněna některá místa, atd. Problémy vedly k diskuzi o účinnosti inspekcí. Později, když byl Saddám dopaden, se ho vyšetřovatelé ptali: „Když jste neměli ZHN, proč jste nevpustili inspektory OSN do některých zařízení? “ Husajn odpověděl: „Nechtěli jsme, aby vstoupili do našich prezidentských prostorů a narušovali naše soukromí.“
Ministr zahraničních věcí Colin Powell se snažil zabezpečit pro operaci podporu OSN. USA se pokoušely prosadit další rezoluci, která by povolila použití vojenské síly (podle Kapitoly VII Charty OSN). Tuto ideu posléze zavrhly, neboť se chtěly vyhnout zápornému rozhodnutí (navíc Francie hrozila použitím svého práva veta. USA vytvořily skupinu přibližně 40 zemí, včetně Velké Británie, Španělska, Itálie, Polska či Slovenska, kterou Bush nazval „koalicí ochotných“.
Tato koalice vstoupila po několikadenním ultimátu do Iráku 20. března 2003, odvolávajíc se na několik rezolucí OSN (1441, 1205, 1137, 1134, 1115, 1060, 949, 778, 715), na nespolupráci Iráku při jejich výkonu, odmítání spolupráce s inspektory OSN, Saddámův údajný pokus zavraždit bývalého prezidenta George H. W. Bushe v Kuvajtu a zneužívání a nedodržování příměří uzavřeného v roce 1991. Členové koalice tvrdili, že je tyto okolnosti opravňují k legálnímu použití síly. Jiní světoví vůdci, (např. Kofi Annan, Jacques Chirac či Gerhard Schröder) s tímto tvrzením nesouhlasili a označili válku za ilegální.

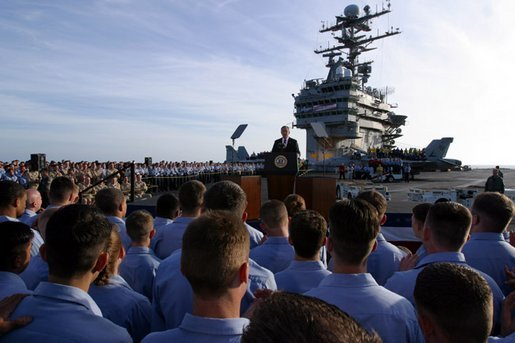
prezident George W. Bush při projevu k námořníkům a národu z lodě USS Abraham Lincoln nedaleko pobřeží San Diega. Zde oznámil 1. května 2003 konec hlavních bojových operací.

Koalice snadno porazila regulérní iráckou armádu a 1. května 2003 Bush ohlásil konec hlavních vojenských operací. Objevily se však problémy s gerilovými jednotkami, jejichž vážnost s časem spíše stoupala. Veřejné mínění v USA se postupně s narůstajícím odporem partyzánských a teroristických bojůvek odkláněla od přesvědčení, že prezident Bush zvládá situaci v Iráku dobře. Vyšetřování po bojích neprokázalo, že by Saddám Husajn vlastnil ZHN, které by mohly ohrozit USA. Saddám Husajn vlastnil jen rakety Scud s doletem do 900 km. Mezi závěry vyšetřovatelů však byly i údaje o tom, že Husajnova vláda se aktivně snažila získat technologie, které by umožnily Iráku produkovat ZHN bezprostředně po uvolnění sankcí OSN. Mezi závěry patřilo i to, že Saddám měl k dispozici i střely s větším doletem, než mu povolovaly sankce (na počátku války je použil k ostřelování Kuvajtu, kde působila česko-slovenská jednotka chemické, biologické a radiační ochrany).
Bush později bránil své rozhodnutí jít do války tvrzením: „Svět je dnes bezpečnější. “ Vyvstaly i další otázky – zejména ohledně možné zaujatosti či upravenosti informací a zpráv tajných služeb před válkou (zejména pokud šlo o ZHN). Podle oficiálního vyšetřování vedeného v USA vláda nezasahovala do činnosti tajné služby. K témuž závěru dospěla i komise ve Velké Británii. Někteří analytici hodnotí toto selhání jako přehnanou snahu tajných služeb poté, co nedokázaly zabránit útokům z 11. září. Mezi další otázky patřily vztahy s Evropou, úloha a funkce OSN, a vliv války na okolní země: Írán, Sýrii, Libanon a Turecko.
George W. Bush pracoval původně v ropném průmyslu a s lidmi z tohoto prostředí udržuje vztahy. Jeho kritici ho proto často obviňují, že některé rozhodnutí vydává ve prospěch ropné lobby. Někteří komentátoři považují ropné zájmy USA za jednu z hlavních motivací při vstupu do války v Iráku.
Podle Mickeyho Herskowitze mu Bush v roce 1999 řekl: „Jedním z klíčů od toho, jak být lidmi viděn jako velký vůdce, je stát se nejvyšším velitelem. Můj otec měl celý tento politický kapitál, když vyhnal Iráčany z Kuvajtu a on ho promrhal. Kdybych já měl podobnou šanci, kdybych já měl tolik kapitálu, já ho nepromrhám. Překonám všechno, co překonat chci a moje období v prezidentském úřadě bude úspěchem. “ Informaci přinesl internetový server „Guerrilla News Network“. Žádné významnější médium však tento výrok nezveřejnilo a i jeho autenticita je pochybná.
Podle kritiků Bushovi poradci zastávali názor, který je možné shrnout do věty: „Vyber si malou zem, kde je oprávněné z nějakého důvodu vstoupit a proveď invazi. Vojáci vracející se z války budou pro lid hrdinové a prezident s nimi, podobně jako Margaret Thatcherová po válce o Falklandy“. Příznivci však upozorňují, že v tomto případě si Bush mohl „vybrat“ z řady menších a snadněji zvládnutelných zemí, než je Irák, který mu spíše hlasy ubral (podle „exit polls“ uváděných CNN od Gallupu po volbách v roce 2004, Kerry získal 73% hlasů respondentů, kteří považovali Irák za klíčové téma; též mnoho respondentů, kteří se označili jako Bushovi voliči z roku 2000, odpovídalo, že Bushe již nevolí kvůli Iráku).

#### Izraelsko-palestinský konflikt

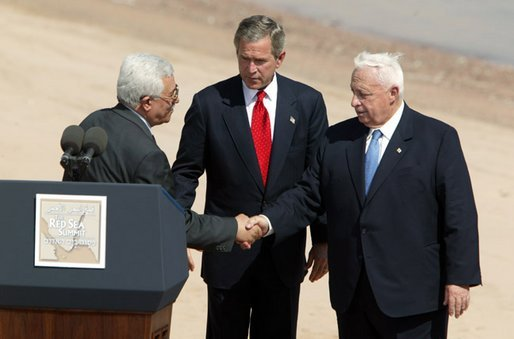
Mahmúd Abbás a George W. Bush s izraelským premiérem Arielem Šaronem na Rudomořském summitu, Jordánsko, 4. červen 2003

Bush se snažil o obnovení mírového procesu mezi Izraelem a Palestinci. Cílem bylo vytvořit samostatný palestinský stát do roku 2005. Navrhl ve spolupráci s Ruskem, některými evropskými zeměmi a OSN plán, takzvanou cestovní mapu, která obsahovala ústupky z obou stran a časový harmonogram kroků vedoucích ke vzniku palestinského státu.
29. dubna 2003 byl v Palestině jmenován nový předseda vlády Mahmúd Abbás. Cestovní mapa však upadla v zapomenutí po několika měsících násilí. Abbás poté odstoupil s tím, že nemá dostatek pravomocí, aby násilí zamezil.
Do konce roku 2003 ani jedna strana nevykonala to, co bylo požadované v plánu. V dubnu 2004 Bush oznámil, že schvaluje plán izraelského premiéra Ariela Šarona na stažení izraelských jednotek i osadníků z pásma Gazy a zachování židovských osad na západním břehu Jordánu.
Též souhlasil se Šaronovou politikou odmítání práva na návrat tzv. arabských uprchlíků z Izraele a přilehlých území z roku 1968. To vedlo k odsouzení plánu palestinským prezidentem Jásirem Arafatem, arabskými státy a částí evropských vlád a bylo hlavní změnou politiky USA v oblasti.

#### Vztahy sEvropou

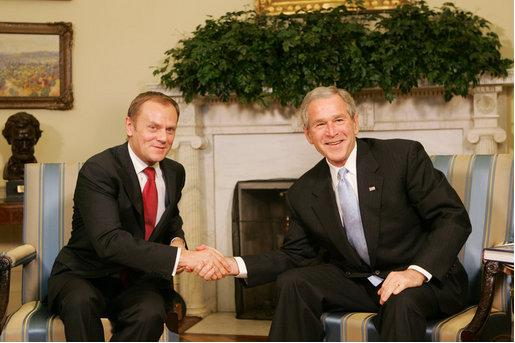
Donald Tusk a George W. Bush, 2008

V úřadu poprvé Bush navštívil Evropu v červnu 2001. Už tehdy se zde setkal s tvrdou kritikou svého odmítavého postoje ke Kjótskému protokolu.
Vztahy mezi USA a podstatnou částí evropských zemí se i nadále zhoršovaly, zejména pak po projevech, ve kterých Bush hovořil o „Ose zla“, a na nejhorší úroveň klesly, když USA a jejich spojenci zasáhli v Iráku. V této době ministr obrany Donald Rumsfeld ve svém projevu rozdělil Evropu na tzv. „starou Evropu“, tvořenou „protiamerickou“ skupinu v čele s Německem, Francií a Belgií a na „novou“ (proamerickou) Evropu, kterou tvořily zejména země východní Evropy a některé další země (Velká Británie, Itálie, Dánsko a Španělsko).
V roce 2004 se zhoršily vztahy se Španělskem poté, co ve volbách zvítězili socialisté, v jejichž čele stál José Luis Rodríguez Zapatero, který stáhl španělské jednotky z Iráku a mimo to veřejně a nepředvídavě popřál vítězství v prezidentských volbách 2004 Johnu Kerrymu, tlumočící tak přání vůdců některých evropských zemí (Francie, Německo).

## Prezidentské volby roku 2004

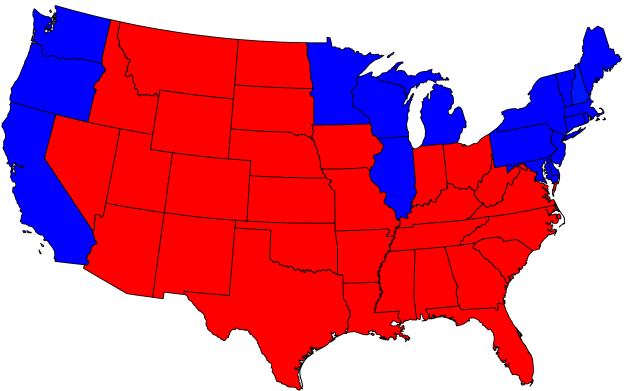
Výsledky voleb. Státy, v nichž zvítězili
Bush a Cheney,
Kerry a Edwards.

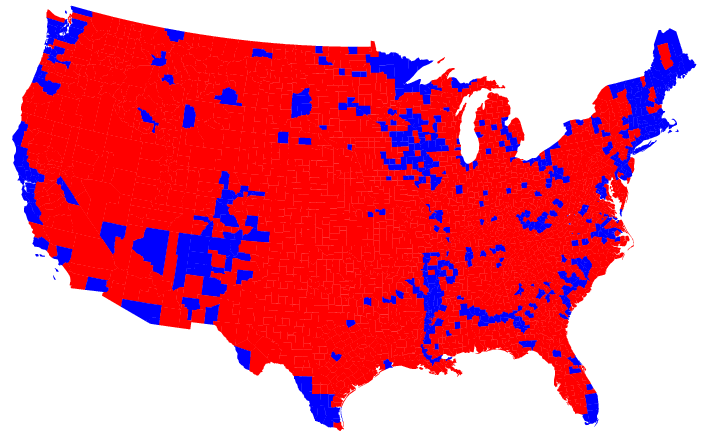
Výsledky voleb podle obvodů (county). Vítězi
Bush a Cheney,
Kerry a Edwards.

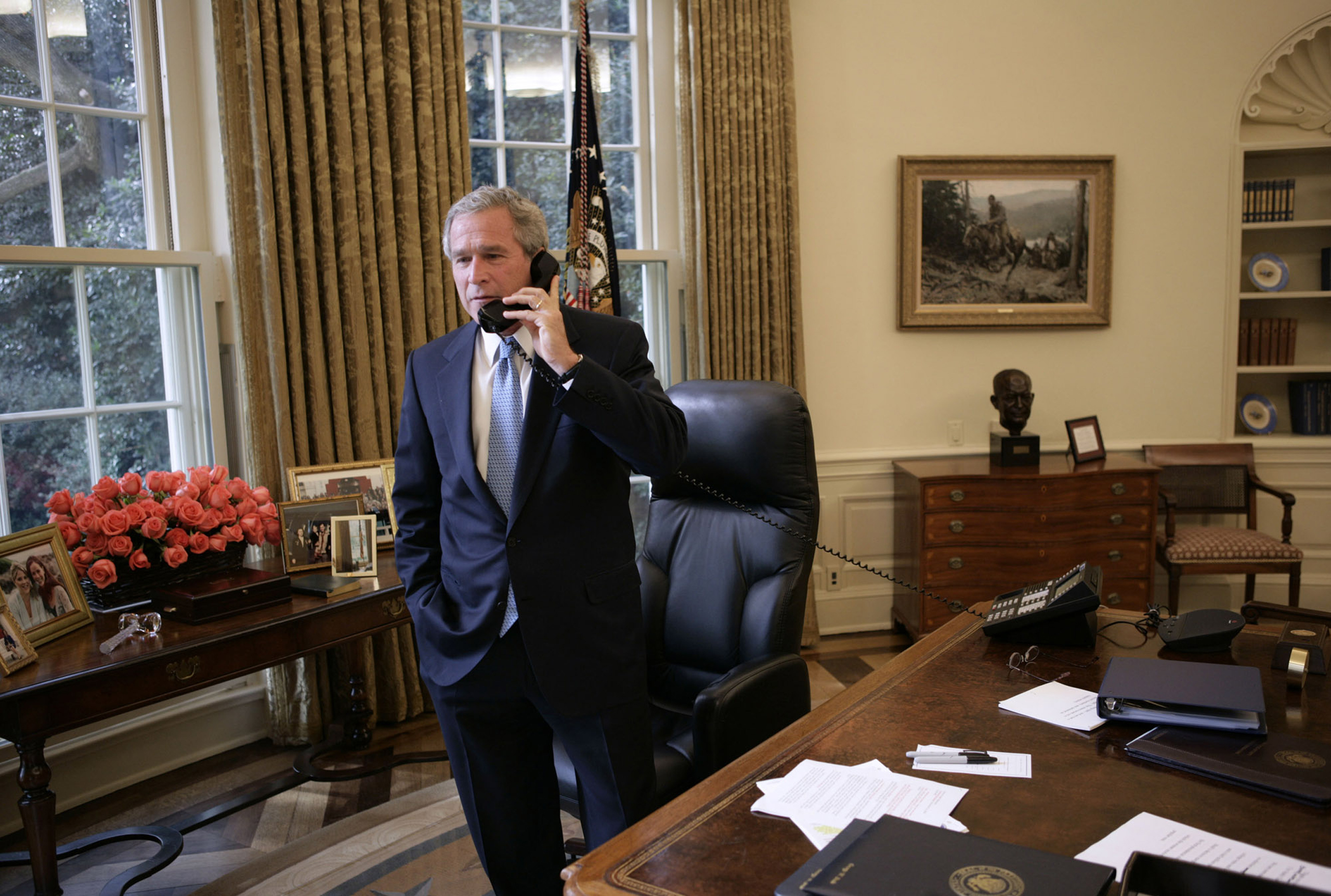
Bush přijímá telefonát kandidáta Demokratické strany Johna Kerryho, v kterém senátor přiznává porážku v prezidentských volbách 2004. (středa, 3. listopad 2004)

Hlavním soupeřem Bushe ve volbách v roce 2004 byl kandidát demokratů John Kerry, americký senátor za stát Massachusetts.
Mezi prioritní témata kampaně patřila Válka proti terorismu a Válka v Iráku. Bush obhajoval svá rozhodnutí a Kerry je naopak kritizoval jako nekompetentní. Republikáni toho využili, aby vykreslili Kerryho jako člověka, který mění své názory, jak se mu to hodí. Například upozorňovali na to, že v roce 1991 hlasoval proti Válce v zálivu, pak podporoval válku v Iráku v roce 2003 a poté ve volební kampani vstup do války kritizoval.
Druhým důležitým tématem byly tzv. morální hodnoty, zejména pokud šlo o interrupce, sňatky homosexuálů etc. Kampaň byla neobvykle dlouhá a poměrně tvrdá.
Volby se uskutečnily 2. listopadu. Výsledky byly opět těsné a definitivní výsledek bylo dlouho těžké určit díky sčítání hlasů ve státě Ohio, kde byl rozdíl natolik těsný, že dlouho nebylo jasné, kdo vlastně zvítězil, nakonec však Kerry musel uznat svoji porážku. Volitelé se střetli 13. prosince a v oficiálním hlasování získal Bush 286 hlasů, Kerry 251 hlasů a jeho spolukandidát Edwards 1 hlas (takzvaný „volitel bez víry“ z Minnesoty hlasoval za Edwardse jako viceprezidenta i prezidenta).
Bush získal 62 040 606 hlasů, což představovalo 50,77 % všech hlasů, a zvítězil v 31 státech. John Kerry získal 59 028 109 hlasů (48,31 %) a vyhrál v 19 státech a ve Washingtonu, D.C. Bush byl inaugurován 20. ledna 2005.
Volby však jsou navzdory těsnému výsledku označované za významnou výhru republikánů a to z těchto důvodů:
- Poprvé od voleb roku 1936 dokázal znovuzvolený prezident posílit pozici své strany v obou částech Kongresu. Poslednímu republikánskému kandidátovi se to podařilo v roce 1900.
- George W. Bush byl první kandidát od voleb v roce 1988, který získal nadpoloviční většinu hlasů. Byly to v pořadí sedmé volby, ve kterých se demokratickému kandidátovi podobný úspěch nepodařil.
- K volbám se dostavilo o 12 miliónů lidí více než v roce 2000. Účast byla díky tomu nejvyšší od roku 1968.
- Ve volebním období 2005–2009 pravděpodobně nastane výrazná změna ve složení Nejvyššího soudu USA, odkud by měli kvůli věku odejít někteří soudci. Mezi prezidentské pravomoci spadá i jmenování soudců.
- Jen 3 státy zvolily kandidáta jiné strany než v roce 2000. Bush získal Iowu a Nové Mexiko (celkově 12 hlasů volitelů), Kerry New Hampshire (4 hlasy).

Volby poprvé v historii sledovali zahraniční pozorovatelé z OBSE, kteří přišli na žádost americké vlády.

## Druhé funkční období

### Domácí politika

#### Ekonomika
Prognózy Kongresového rozpočtového úřadu z ledna 2005 naznačují, že trend narůstajícího deficitu z prvního Bushova volebního období bude vystřídaný klesajícím deficitem v druhém období. Podle této předpovědi klesne deficit na 368 miliard dolarů v roce 2005, 261 miliard v roce 2007, a 207 miliard v roce 2009, s malým nárůstem v roce 2012 (tyto odhady ovšem nezohlednily následky hurikánu Katrina. Naznačuje též, že výdaje spojené s vojenskými operacemi v Iráku a v Afghánistánu a s dalšími aktivitami v rámci Války proti terorismu, se mohou navzdory velkým rezervám v prognózách podílet na dalším zvýšení. Prognóza brala též v úvahu, že Bushem zavedené snížení daní skončí 31. prosince 2010. Pokud by tomu tak nebylo, rozpočtový výhled na rok 2015 by se změnil ze zisku 141 miliard na deficit ve výši 282 miliard amerických dolarů.
V červenci 2005 americká administrativa snížila odhad rozpočtového deficitu za rozpočtový rok 2005 téměř o 100 miliard dolarů poté, co zaznamenala v období od ledna do srpna neočekávaně vysoké daňové výnosy.
Růst HDP si zachoval tempo z posledního čtvrtletí 2004. V prvém čtvrtletí 2005 rostl o 3,8% (přepočteno na rok, v Eurozóně to bylo ve stejném období pouze 0,9%). V porovnání se stejným obdobím minulého roku, kdy ekonomika rostla tempem 4,5% lze vidět malé zpomalení.
Zásadní zvrat přišel s hypoteční krizí v roce 2007, která způsobila historický propad hodnoty dolaru a postupně se rozšířila do celého světa.

#### Sociální péče

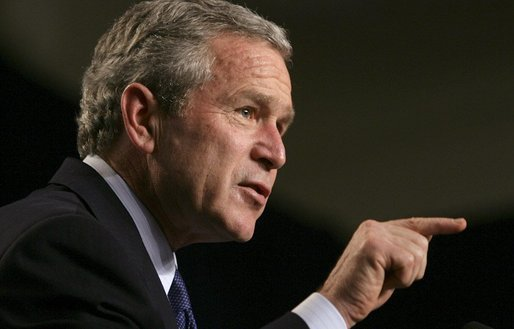
George Bush obhajuje své plány na reformy v sociální oblasti.

Hned po své druhé inauguraci se Bush obrátil k národu s návrhem osobních účtů sociálního zabezpečení. Bush vyzýval k principiálním změnám v sociálním zabezpečení, a tento problém stanovil za prioritu ve svém druhém volebním období. Od ledna do dubna 2005 cestoval po Spojených státech, zastavil se ve více než 50 městech, aby podpořil svůj názor na důležitost sociálního zabezpečení jako instituce a potřebu ustanovit systém sociálního zabezpečení tak, aby byl solventní pro další generace Američanů.
Důvodem reformy sociálního systému je především vývoj ve struktuře populace a její stárnutí. V roce 1950 pracovalo 16 lidí na jednoho příjemce podpory. V roce 2005 tento poměr klesl na 3,3 a v roce 2008 se očekává další výrazný pokles této hodnoty, protože takzvaná generace Baby boomers začne odcházet do důchodu. Podle vládních odhadů, pokud by se reforma nevykonala, po roce 2040 by systém sociálního zabezpečení zkrachoval.

#### Věda a výzkum
V lednu 2005 vydal Bílý dům novou Zprávu o vesmírné dopravní politice, která zdůrazňovala význam všeobecné vládní vesmírné politiky a propojila rozvoj vesmírné dopravy s národními bezpečnostními požadavky. Dne 8. června 2005 časopis The New York Times oznámil, že získal interní dokumenty Bílého domu, které dokazovaly, že Philip A. Cooney, úředník Bushovy vlády s kontakty na energetický průmysl změnil národní zprávy o klimatických změnách v letech 2002 a 2003, aby zlehčil výsledky o emisích skleníkových plynů v souvislosti s globálním oteplováním. Dva dny po uveřejnění článku se Cooney vzdal svého vedoucího postu v Radě pro environmentální kvalitu Bílého domu, a od podzimu 2005 má začít pracovat pro firmu ExxonMobil. Cooney, důležitý pracovník Bushovy vlády byl právníkem a lobbistou pro Americký ropný institut, průmyslovou lobbistickou organizaci, která se stavěla proti omezením emisí vyhlašováním, že existuje příliš mnoho nejasností ve výzkumu klimatu.

#### Životní prostředí
6. července 2005 na 31. summitu průmyslově nejvyspělejších demokratických zemí G8 Bush uznal, že „povrch Země se otepluje a že zvyšující se množství emisí skleníkových plynů přispívá k tomuto problému“. Avšak také oznámil, že Kjótský protokol není řešením. Prohlásil: „Chceme redukovat skleníkové plyny… Ale co se mého názoru týká, jedna věc za druhou. Naše strategie musí zabezpečit, aby pracující lidé v Americe nepřišli o svou práci.“ Snahou hostitelského britského premiéra Tonyho Blaira, jehož environmentálním poradcem je klimatolog David King, bylo v oblasti globálního oteplování na summitu dospět k podpisu konkrétní dohody. Toto se kvůli odmítavému postoji USA nepodařilo, přes fakt, že ostatní státy G8 se v rámci Kjótského protokolu zavázaly snížit emise do roku 2010.
USA však souhlasily s připojením se k závěrečnému komuniké, které uvádělo, že „globální oteplování existuje a že lidské aktivity mohou přinejmenším částečně být jeho příčinou“. Spojené státy americké také omezily finanční zálohy na podporu sítí regionálních klimatických center v Africe, jejichž účelem mělo byt monitorování rozvíjejících se následků globálního oteplování.

### Zahraniční politika

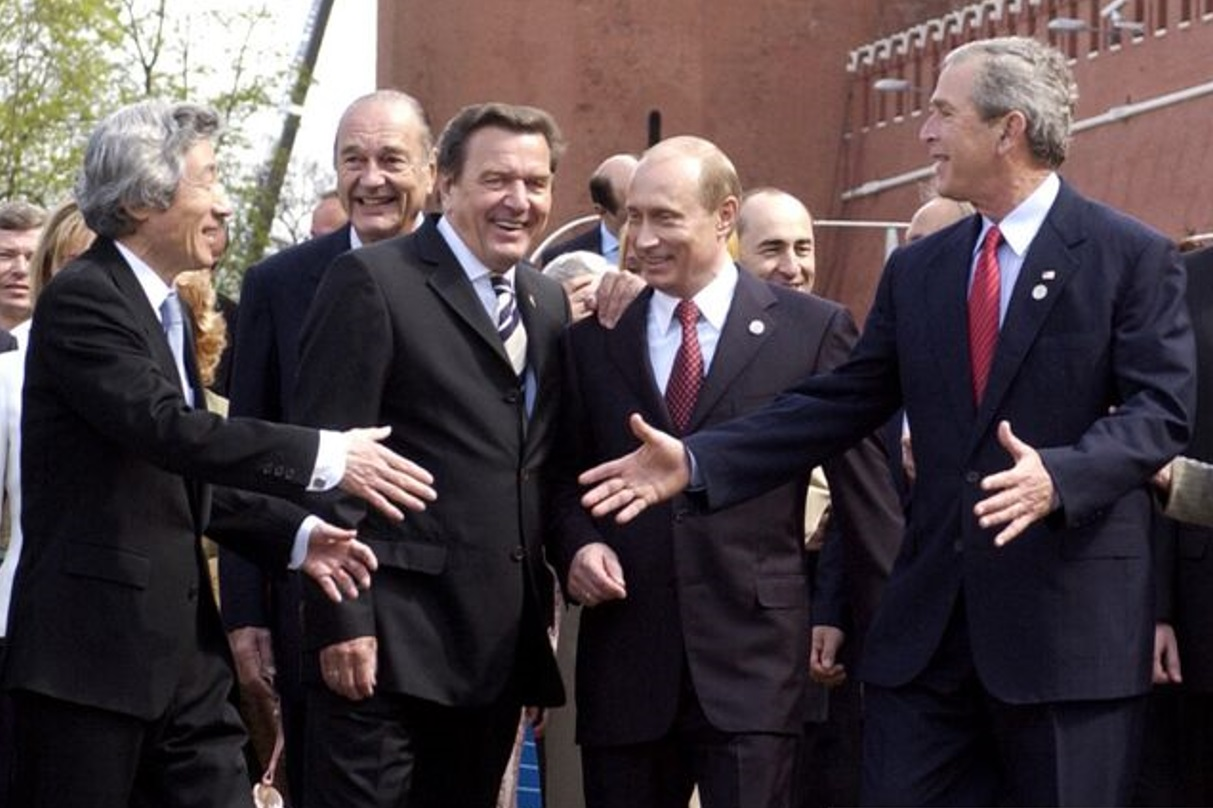
Bush s ruským prezidentem Putinem a dalšími světovými státníky při oslavách Dne vítězství v Moskvě 9. května 2005

Bush kritizoval Írán a označil ho za „hlavního státního sponzora teroru“ a přislíbil íránským reformátorům podporu USA. V Íránu se dostal k moci během jeho vlády Mahmúd Ahmadínežád a po jeho nástupu se vyostřil spor ohledně íránského atomového programu. Varoval Sýrii, aby přestala podporovat teroristy. Vyzval Egypt a Saúdskou Arábii, aby pracovaly na silnější demokratizaci. Jeho nominaci Johna Boltona na velvyslance USA v OSN úspěšně zablokovali demokraté v Kongresu na několik měsíců.

#### Situace vIráku
31. ledna 2005 se v Iráku uskutečnily svobodné volby do dočasného parlamentu, který měl vytvořit novou regulérní ústavu. Přestože volby poznamenalo drobné násilí a slabá účast Sunnitů, většina Kurdů a Ší'itů projevila silný zájem.
4. ledna Paul Wolfowitz ohlásil, že 15 000 amerických vojáků, jejichž služba v Iráku byla prodloužena z důvodu zabezpečení pořádku během voleb, bude stáhnuto zpět. Měl to být začátek postupného snižování amerických stavů v Iráku, který stále pokračuje velmi pomalu. Únor, březen, a duben byly v Iráku relativně pokojné měsíce v porovnaní s událostmi z listopadu 2004 a ledna 2005. Průměrný počet útoků klesl na 30 denně z předešlého průměru 70. 25. srpna 2005 však americká armáda vyhlásila, že do Iráku pošle dalších 1 500 vojáků, aby pomohli zabezpečit volby a referendum týkající se nové ústavy.
15. srpna měl Irák podle původního plánu přijmout novou ústavu. Termín se však nepodařilo dodržet a po dohodě byl několikrát odložen. V opačném případě by se celý proces včetně voleb musel zopakovat v prosinci. S odložením souhlasil i Bush.

#### Vztahy sEvropou
20. února 2005 Bush zahájil své „turné“ po Evropě. Cílem bylo napravit vztahy s některými státy, které se zhoršily před válkou v Iráku. Jeho 5 dní trvající cesta začala v Bruselu a skončila na Slovensku. Setkal se takřka se všemi důležitými politiky. Patřili mezi ně Jacques Chirac, Gerhard Schröder, Viktor Juščenko, Tony Blair, Silvio Berlusconi, dále se střetl s členy Evropské rady, vedením NATO a s Vladimírem Putinem. Po Bruselu se prezident Bush zastavil v Mohuči v Německu, kde navštívil i americkou základnu. Následně cestoval na Slovensko, kde se setkal s ruským prezidentem a představiteli Slovenska.

## Složení vlády pro dvě volební období
Bushova vláda, v prvním i ve druhém volebním období, je nejotevřenější vládou vůči národnostním menšinám v historii. Národnostní různorodost vládního kabinetu ho zařadila do nové Guinnessovy knihy rekordů.
- Colin Powell byl prvním americkým černochem zastávajícím post ministra zahraničních věcí (ve vládním období 2001–2004)
- Condoleezza Riceová se stala první ženou černošského původu zastávající tento post (od roku 2005) a též první ženou černošského původu zastávající post Poradce národní bezpečnosti (vládní období 2001–2004)
- Elaine Chaová je první ženou asijského původu, která se stala členem americké vlády
- Mel Martinez je v roce 2001 prvním politikem hispánského původu, který se stal členem americké vlády a Alberto Gonzales se v roce 2005 stal prvním politikem hispánského původu na tak důležitém postě, jakým je post ministra spravedlnosti
- Z dalších osobností je potřebné vzpomenout přítomnost Normana Minety ve vládě, demokrata asijského původu (působil i ve vládě Billa Clintona), jako i Roda Paigea, černocha, ministra školství

Podle Guinnessovy knihy rekordů je Bushova vláda i v průměru nejbohatší vládou (v nominálních číslech).
Ve vládě je i jeden ne-republikán: ministr dopravy Norman Mineta, první ministr asijského původu. Předtím působil na ministerstvu hospodářství ve vládě demokrata Billa Clintona.
V Bushově vládě působilo i několik prominentů z předchozích vlád:
- Colin Powell předtím působil jako poradce pro národní bezpečnost USA ve vládě Ronalda Reagana a náčelník generálního štábu (Chairman of the Joint Chiefs of Staff) ve vládě George H. W. Bushe a Clintona.
- Ministr obrany Donald Rumsfeld působil ve stejné funkci ve vládě Geralda Forda.
- Viceprezident Dick Cheney pracoval ve vládě George H. W. Bushe jako ministr obrany.

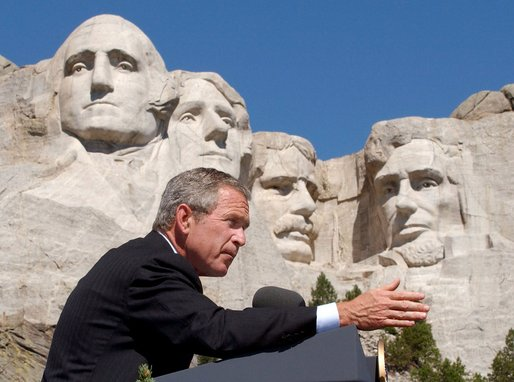
prezident Bush hovoří o bezpečnosti Ameriky v Mount Rushmore v Jižní Dakotě.

Zasedání Bushovy vlády.

## Po prezidentství
Po skončení prezidentské funkce Bush veřejně vystupuje před různými skupinami, před nimiž přednáší. Cena typické hodinové přednášky začíná na 100 tisíc dolarech. Přednášení mu vydělalo 15 milionů dolarů.

## Názory veřejnosti a ocenění
Popularita prezidenta Bushe se po dobu jeho funkce dostala jak na historická maxima, tak i minima. Od začátku roku 2001 až do září pozvolna upadala (přibližně z 50 na 44 %). Po útocích z 11. září ale došlo k semknutí amerických občanů a podpoře jejich vlády a prezidenta, a tak se jeho preference na několik měsíců zdvojnásobily. Ještě na jaře roku 2002 byl G. W. Bush převážně předmětem chvály (zejména za svůj image rozhodného prezidenta, odhodlaného vyvést odpovědnost za útoky na jeho zemi), s postupem dalších měsíců ale začal být spíše kritizován (nejvíce asi za Válku v Iráku resp. deziluzi výhledu na její zdárné dokončení). Sympatizanti se zaměřili na domácí úspěchy v ekonomické oblasti, vnitřní bezpečnost, pomoc Africe. Odpůrci zejména kritizovali nejen některé části protiústavního legislativního výnosu PATRIOT Act, zaměřili se i na kontroverzní volby v roce 2000, a válku v Iráku, kritizován byl rovněž za pomalé a neefektivní řešení následků hurikánu Katrina. Dále za nelegální (tj. bez povolení soudu) odposlouchávání telefonních hovorů amerických občanů. Vysloužil si také přezdívku „The Leaker in Chief“ (Vrchní vynašeč) za vyzrazování tajných informací mediím za účelem osobního politického zisku. Magazín Time označil Bushe za „Osobnost roku“ dvakrát: v roce 2000 a v roce 2004.

### Domácí
V měsících následujících po teroristických útocích na New York v září 2001, občané USA pravidelně vyjadřovali vysokou podporu prezidentu Bushovi. Z původních 44 ihned stoupla nad 80 %. Žádnému americkému prezidentovi se nepodařilo získat tak silnou podporu od roku 1938, kdy se pravidelně začaly dělat průzkumy. Popularitu si udržel několik měsíců po útocích. Později klesla na nižší úroveň, ale překračovala hranici 50% dva a půl roku. Nakonec skončila na (taktéž historických) 22 %. Na začátku května CNN oznámila, že se George W. Bush stal nejneoblíbenějším americkým prezidentem v historii Spojených států, když překonal „rekord“ Richarda Nixona, vyšetřovanému kvůli aféře Watergate. S jeho politikou je nespokojeno více než 70 % Američanů. Zajímavým oceněním je to, které Bush získal v roku 2005. Kelly Miller a Quentin Wheeler, kteří se označují za konzervativce a obdivují prezidenta Bushe, pojmenovali nově objeveného brouka, Agathidium bushi. Prezident jim telefonicky poděkoval. V roce 2010 obdržel Cardinal John J. O’Connor Pro-Life Award od katolické organizace Legatus.

### Mimo USA
Bushova popularita mimo USA výrazně klesla po změně zahraniční politiky, nastolení „Bushovy doktríny“ a invazi do Iráku, kterou mnoho lidí považovalo za akt unilateralismu. Průzkumy v Evropě ukazovaly „transatlantické rozdělení kvůli válce v Iráku“. Průzkum uskutečněný v roce 2004 ukázal jeho negativní obraz u většiny občanů na Slovensku, ve Spojeném království (tam jeho popularita klesla z původních 83 % na 56 %), Francii, Itálii, Německu (z 78 % klesla na 37 %), Turecku (z 52 % na 13 %) a v dalších státech. V muslimských zemích neoblíbenost amerického prezidenta často dosahovala 90 %. Nejvyšší popularity, s výjimkou USA, dosahoval Bush v Izraeli, kde ho podporovalo 62 %.
Podle ankety Pew Research Center je George Walker Bush mezi 61 % profesionálních historiků hodnocen jako nejhorší prezident amerických dějin; za selhání jeho prezidentství považuje dokonce 98 % z nich.

### Trestní stíhání
Na zasedání Tribunálu pro válečné zločiny v Kuala Lumpur (soukromé iniciativy založené malajským předsedou vlády Mahathirem Mohamadem) byl spolu s několika členy jeho vlády a mj. Tonym Blairem označen „vinným v plném rozsahu“ z „genocidy a zločinů proti lidskosti“ během války v Iráku. V květnu 2012 se malajský tribunál jednomyslně shodl podle článku 6 Norimberské charty o jejich vině na mučení s tím, že důkazy byly spolehlivě prokázány a že Bush a členové jeho vlády si byli vědomi toho, že porušují konvenci o mučení z roku 1984 a Ženevské úmluvy, ale nezasáhli proti jejich porušování. Podle výkonného ředitele hnutí Human Rights Watch, Kennetha Rotha, mají Spojené státy právní povinnost Bushe zadržet a vydat spravedlnosti a v případě, ukáže-li se jejich nečinnost, musí tak učinit jiné státy.

## Vyznamenání
- velkokříž s řetězem Záslužného řádu Maďarské republiky – Maďarsko, 2001
- velkokříž s řetězem Řádu rumunské hvězdy – Rumunsko, 2002[41]
- velkokříž Řádu Vitolda Velikého – Litva, 20. listopadu 2002[42]
- velkokříž s řetězem Řádu tří hvězd – Lotyšsko, 3. května 2005 – udělila prezidenta Vaira Vīķe-Freiberga[43]
- Vítězný řád svatého Jiří – Gruzie, 10. května 2005[44]
- Řád národního praporu – Albánie, 10. června 2007[45]
- řetěz Řádu Abd al-Azíze – Saúdská Arábie, 2008
- řetěz Řádu Ál Chalífy – Bahrajn, 2008
- Státní řád gaziho emíra Amanulláha Chána – Afghánistán, 15. prosince 2008[46][47]
- velkokříž Národního řádu Beninu – Benin, 15. února 2008 – udělil prezident Yayi Boni[48]
- řetěz Řádu Zajda – Spojené arabské emiráty, 2008
- řetěz Řádu Kuvajtu – Kuvajt, 2008
- Řád kříže země Panny Marie I. třídy – Estonsko, 1. února 2012[49]
- Řád Republiky Makedonie – Severní Makedonie, 27. září 2015[50]
- řetěz Maltézského záslužného řádu – Suverénní řád Maltézských rytířů

## Dílo
- Slib musíme splnit (A charge to keep). Překlad Hedvika Vlasová. [s.l.]: Pragma, 2001. 263 s.
- Okamžiky rozhodnutí (Decision points). Praha: Fortuna Libri, 2011. 544 s. ISBN 978-80-7321-569-9.